# Jin-klass, Type 094
Typ 094 (NATO-rapporteringsnamn Jin-klass) är en klass av kinesiska atomdrivna ballistiska robotubåtar. Klassen ersätter den tidigare ensamma robotubåten av Xin-klass och delar grundkonstruktion med attackubåtsklassen Type 093. Den första ubåten i klassen började byggas 1999 på ett varv i Huludao och sjösattes i juli 2004. 2013 var tre båtar i klassen i tjänst, ytterligare två ubåtar i klassen väntas byggas. Varje ubåt i klassen kommer att bära tolv stycken av den nya kärnvapenroboten JL-2 som har en räckvidd på 8000 km, vilket kommer att ge möjligheten att nå mål i USA från kinesiska hemmavatten. Enligt uppskattningar av amerikanska försvarsdepartementet år 2013 var JL-2 robotarna ännu inte i operativ tjänst. Ubåten uppskattas till att ha ungefär samma smygförmåga som en rysk Delta-3 klass från 1970-talet.
År 2020 tros 6 ubåtar i Jin-klassen finnas i tjänst.